# Natatolana curta
Natatolana curta là một loài chân đều trong họ Cirolanidae. Loài này được Richardson miêu tả khoa học năm 1910.